# Anaxita tricoloriceps
Anaxita tricoloriceps är en fjärilsart som beskrevs av Embrik Strand 1911. Anaxita tricoloriceps ingår i släktet Anaxita och familjen björnspinnare. Inga underarter finns listade i Catalogue of Life.